# Marcusenius friteli
Marcusenius friteli is een straalvinnige vissensoort uit de familie van de tapirvissen (Mormyridae). De wetenschappelijke naam van de soort is voor het eerst geldig gepubliceerd in 1904 door Jacques Pellegrin.

Deze zoetwatersoort werd verzameld tijdens de expeditie naar West-Afrika onder leiding van Pierre Savorgnan de Brazza. De vindplaats is "Diélé" (een plaats in Mali).